# Guy Miège
Guy Miège, né à Lausanne en 1644 et mort autour de 1718, est un écrivain polygraphe, traducteur, lexicographe et grammairien, suisse de naissance, calviniste, mais ayant vécu en Angleterre la plus grande partie de sa vie.

## Biographie
Guy Miège fait ses études de philosophie dans sa ville natale à l'Académie de Lausanne où il entre en 1659. Il rejoint l'Angleterre, en passant par la France, en 1661, à l'âge de 16 ans. Il est d'abord placé dans la famille du comte d'Elgin. Il devient en 1663 sous-secrétaire de Charles Howard, Premier Comte de Carlisle (1629 –1685), nommé ambassadeur et qu'il accompagne en Russie, Suède et Danemark, jusqu'en 1665. Il en publie le récit de façon anonyme à Londres en 1669, puis en français -  sous le titre « La relation des trois ambassades... » - à Amsterdam et à Paris en 1669 et 1672.
Il voyage en France et en Suisse d'avril 1665 à 1668. C'est à Bordeaux qu'il apprend le grand incendie de Londres de 1666. Il rentre à Londres en 1668, se marie en 1675 et s'établit en Angleterre.
Autour de 1678, il vit à Panton Street, Leicester Fields, enseignant le français, la géographie et aussi l'anglais à des huguenots ayant trouvé refuge à Londres après la révocation de l'Édit de Nantes.

## Activité
Il publie de nombreux ouvrages, en Angleterre et en Europe, en matière politique et historique. Il fait des traductions du français vers l'anglais et réciproquement. Il traduit ainsi en 1672 « La vie du General Monck » adaptation française d'une biographie de l'anglais Thomas Gumble (en).
Il se fait surtout connaitre en publiant les premiers dictionnaires franco-anglais et les premiers manuels d'apprentissage de langue et de conversation franco-anglaises. Il publie certains de ses ouvrages chez Thomas Basset, imprimeur-libraire à Londres dans la seconde moitié du XVIIe siècle. Il est l'auteur du premier dictionnaire bilingue (français-anglais) de format réduit à avoir été mis sur le marché.
Premier lexicographe à avoir élaboré un dictionnaire bilingue (français-anglais) bidirectionnel, sa «Nouvelle méthode pour apprendre l'anglais» fait l'objet de plus de 20 éditions entre 1685 et 1795. Dans son ouvrage  «Utrum Horum? : Tyranny, or liberty ; oppression, or moderation», paru en 1705, et largement autobiographique, il explique les conditions dans lesquelles il a réalisé ses dictionnaires et son souci de rendre compte de la langue raffinée qu'est le français.

## Postérité
Paul Hazard, souligne l'importance des dictionnaires de Guy Miège, à une époque où la langue française tend à devenir universelle, comme Guy Miège lui-même l'observe dès 1679 dans la préface de son Dictionnaire bilingue. Selon Ferdinand Brunot, il est l'un des «hérauts de la langue française en Angleterre». Certains auteurs croient reconnaitre, dans la prononciation préconisée par son manuel d'apprentissage de la langue, une touche d'accent écossais et du Nord de l'Angleterre dû à sa fréquentation du comte d'Elgin à son arrivée dans le pays en 1661.

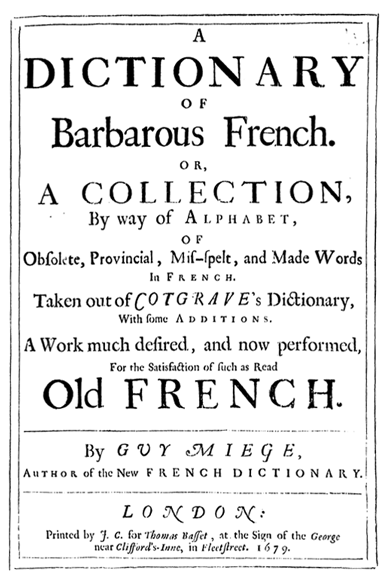
A Dictionary of Barbarous French …

Selon Aline Francoeur, Miège cherche à se distinguer du dictionnaire, alors en usage, publié par Randle Cotgrave. Il s'inspire pour cela des principes dégagés par le père jésuite, lexicographe, François Pomey. « Guy Miège revendique ainsi la primauté de décrire dans un dictionnaire français-anglais cette langue française clarifiée et épurée qui a cours en France au dix-septième siècle » . Il introduit ainsi la langue de la cour et de l'Académie française.
D'après le dictionnaire historique de la langue française  et le Centre National de Ressources Textuelles et Lexicales, on lui doit d'avoir utilisé  le nom « humanisme » en 1677 pour désigner « le mouvement des lettrés des XVe et XVIe siècles » (appelé plus tard « humanisme de la Renaissance »).
La date de sa mort, inconnue, est supposée être autour de 1718.

## Œuvres

### Ouvrages généraux
- Relation de trois ambassades de monseigneur le comte de Carlisle : de la part du Sérénissime et très puissant prince Charles II roi de la Grande-Bretagne, vers leurs Sérénissimes Majestés Alexey Michailovitz, czar et grand duc de Moscovie; Charles, roi de Suède, et Frédéric III, roi de Danemark et de Norvège : commencées en l'an 1663 et finies sur la fin de 1664, 1669
- Guy Miège, Relation de trois ambassades de monseigneur le comte de Carlisle : de la part du Sérénissime et très puissant prince Charles II roi de la Grande-Bretagne, vers leurs Sérénissimes Majestés Alexey Michailovitz, czar et grand duc de Moscovie; Charles, roi de Suède, et Frédéric III, roi de Danemark et de Norvège : commencées en l'an 1663 et finies sur la fin de 1664 ([Reprod. en fac-sim.]) / [Guy Miège] ; nouv. éd. rev. et annot. par le prince Augustin Galitzin, 1er janvier 1857 (lire en ligne)
- (en) A new cosmography, or, Survey of the whole world in six ingenious and comprehensive discourses, with a previous discourse, being a new project for bringing up young men to learning : humbly dedicated to the Honourable Henry Lyttelton, Esq. by Guy Miege, Gent., Londres, Thomas Basset, 1682
- L'État présent de l'Europe; suivant les Gazettes et autres Avis, Londres, 1682
- (en) The Present State of Denmark, Londres, 1683
- (en) A Complete History of the late Revolution from the First Rise of It to This Present Time in Three Parts... : To Which Is Added a PostScript, by Way of Seasonable Advice to the Jacobite Party, Londres, 1691
- (en) New State of England, 1691
- (en) Miscellanea, Or, a Choice Collection of Wise and Ingenious Sayings, of Princes, Philosophers, Statesmen, Courtiers, and Others Out of Several Antient and Modern Authors, for the Pleasurable Entertainment of the Nobility and Gentry of Both Sexes : réimprimé sous le titre ‘Delight and Pastime’, London, 1697, Londres, 1694
- (en) An Historical Map of the Monarchs of England, with their several Effigies, Londres, 1694
- (en) Utrum Horum? : Tyranny, or liberty ; oppression, or moderation. In answer to Dr. Chamberlayn's High-Church principles, and the late fallacious preface of Mr. Chamberlayn, his son, to The present state of England, Londres, 1705
- (en) The Present State of Great Britain. in Two Parts. Containing an Accurate and Impartial Account of This Great and Famous Island; Of the Vast, Populous, and Opulent City of London, of the Britains Original, Language, Temper, 1707
- (en) The present state of Great Britain. In two parts... Containing an accurate and impartial account of this great and famous island... with the lists of the present officers in church and state; of both Houses of Parliament; and of the convocation, Londres, 1707
- L'État présent de la Grande Bretagne, Amsterdam, 1708
- (en) The present state of Great Britain, and Ireland, : being a complete treatise of their religion, policy, manufactures, customs, government and commerce. Of the Britons original : their sciences, and arts; nobility and people, and strength by sea and land. With a large description of London; and a curious abstract of each King's reign from Ecbert, to the end of George I. Also His Majesty's German dominions, and genealogy... To which are added lists of all the offices in England, Scotland, and Ireland; with their whole establishment, civil, military, and ecclesiastical..., Londres, Printed for J. Brotherton, G. Strahan, R. Ware, J. Clarke, C. Hitch, and J. Hodges, 1715,1718,1738,1745
- (de) Geistund weltlicher Staat von Gross-Britannien und Irrland, Leipzig, 1718

### Traductions
Du français vers l'anglais
- (en) The Ancient Sea Laws of Oleron, Wisby, and the Hanse Towns (traduction de Guy Miège), published in Consuetudo, vel, Lex mercatoria or, The ancient law-merchant, in three parts, according to the essentials of traffick : necessary for statesmen, judges, magistrates, temporal and civil lawyers, mint-men, merchants, mariners, and all others negotiating in any parts of the world, by Gerard Malynes and alii, 1686 (lire en ligne).Ce recueil reprend, sans mention du véritable auteur, l’ouvrage publié en 1647 par le juriste bordelais Étienne Cleirac : Us et coutumes de la mer.

De l’anglais vers le français
- Thomas Gumble, La Vie du Général Monk : traduction Guy Miege, Londres, 1672 (lire en ligne)
- Robert Fitzgerald et Miège, L'eau de mer douce ou la nouvelle invention de rendre douce l'eau salée... de la lettre de Mr. Boyle sur ce sujet à l'un de ses amis... a quoi l'on a ajouté un traité curieux de nouvelles expériences et utiles remarques... [par Nehemie Crew, M. D], tous deux traduits de l'anglais par le sieur Guy Miège, 1684 (lire en ligne)

### Dictionnaires et grammaires

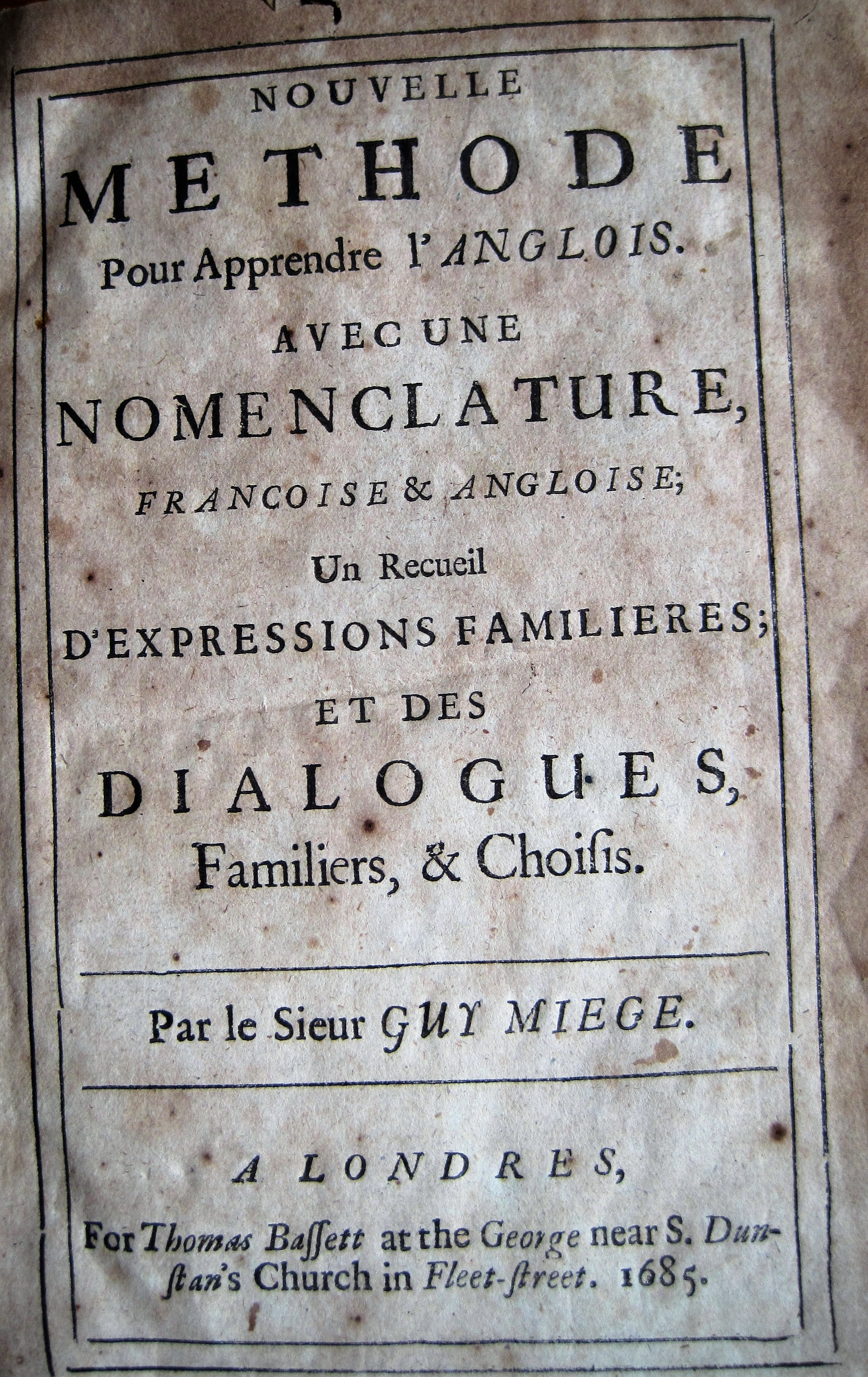

- (en + fr) A New Dictionary, French and English, with another, English and French, Londres, 1677
- (en + fr) A Dictionary of Barbarous French … taken out of Cotgrave's Dictionary, with some Additions, Londres, 1679
- (en) A New Cosmography, Or, Survey of the Whole World in Six Ingenious and Comprehensive Discourses, with a Previous Discourse, Being a New Project for Bringing Up Young Men to Learning, Londres, 1682
- (en + fr) A Short Dictionary, English and French with another French and English, Londres, 1684 (lire en ligne)
- (en + fr) Nouvelle méthode pour apprendre l'Anglois, Londres, 1685 (lire en ligne) dans l'exemplaire de la bibliothèque Palatine
- (en + fr) Nouvelle Méthode pour apprendre l'Anglais, avec une nomenclature française et anglaise, un recueil d'expressions familières et de dialogues familiers et choisis, Londres, 1685
- (en + fr) Nouvelle Nomenclature Française et Anglaise, Londres, 1685
- (en) The Grounds of the French Tongue, Londres, 1687
- (en + fr) The Great French Dictionary, Londres, 1688
- (en) The English Grammar, Londres, 2nd edit., 1691
- (en + fr) Nouvelle facile méthode pour apprendre l'anglais, contenant une parfaite grammaire... un recueil d'expressions familières et plusieurs dialogus ["sic"] familières ["sic"] et choisis, et enfin un bon nombre de lettres galantes et histoires facétieuses, Amsterdam, Pierre Mortier, 1698, 396 p. (lire en ligne)
- (en) Miège's last and best French Grammar, or a  new Method to learn French, containing the Quintessence of all other Grammars, with such plain and easie rules as will make one speedily perfect in that famous language, William Freeman, at the Bible over against the Middle Temple-Gate, and Abel Roper at the Black Boy in Fleetstreet, 1698, 302 p.
- (en + fr) Grammaire angloise-françoise, Lyon, J.M. Bruyset, 1779
- (en + fr) Grammaire anglaise-française, par Miége et Boyer, contenant une instruction claire & aisée pour acquérir en peu de temps l'usage de l'anglais. Et enrichie de regles fondamentales & succinctes, pour le parler purement; d'un vocabulaire assez ample, & des phrases les plus familières; enfin de dialogues utiles & récréatifs, & des proverbes les plus usités, Au Havre, S. Fauree, iiie année républicaine, 1795